# Callitris roei
Callitris roei — вид хвойних рослин родини кипарисових.

## Поширення, екологія
Країни проживання: Австралія (Західна Австралія). Зазвичай зустрічається в малі рідколіссях або чагарниках з цілим рядом інших видів.

## Морфологія
Кущ або невелике дерево, яке може досягати висоти 5 метрів; з висхідним гіллям. Від зеленого до блідо-синьо-зеленого кольору листки довжиною 3—5 міліметрів. Чоловічі шишки ростуть індивідуально на гілках, довжиною до трьох міліметрів, яйцеподібної форми. Від сферичної до сплющено-сферичної форми жіночі шишки ростуть індивідуально або в групах, мають коротку, жорстку плодоніжку, товщиною до 2 см. Кожна шишка складається з шести товстих лусок і звичайно має шість насінин. Вони залишаються після дозрівання протягом кількох років на гілках. Насіння має 1 або 2 неправильної форми крила, більше з яких ≈ чотирьох міліметрів шириною.

## Використання
Використання не відоме.

## Загрози та охорона
Втрата середовища існування і фрагментація були проблемами в минулому; в деяких районах перевипас і підвищена частота пожеж є постійними проблемами. Зростає в кількох охоронних територіях в південних частинах ареалу.